# Warnardus Cornelis Mathildus Begram
Warnardus Cornelis Mathildus Begram (Gorinchem, 23 mei 1823 - Gorinchem, 6 mei 1890) was een Nederlands grootgrondbezitter, waterschapsbestuurder en politicus. Hij was de zoon van Philippus Lodewijk Begram, buitengewoon Tweede Kamerlid in 1840. Warnardus Begram was een conservatief Tweede Kamerlid tussen 1859 en 1879.

## Regionale politiek
Voorafgaand aan zijn landelijke politieke activiteit, was Begram enige tijd actief als regionaal politicus. Hij was van 1851 tot 1859 lid van de Provinciale Staten van Zuid-Holland,van 1853 tot 1859 gemeenteraadslid van zijn geboorte- en woonplaats Gorinchem en hij was van 1858 tot 1859 nog een jaar wethouder in diezelfde plaats. In 1859 ging Begram de landelijke politiek in.
Na zijn terugkeer uit de landelijke politiek in 1879 keerde hij terug in de Provinciale Staten. In 1880 komt daar nog het buitengewoon lidmaatschap van de Gedeputeerde Staten bij, welk hij zou blijven vervullen tot zijn overlijden in 1890.

## Waterschap
Omstreeks 1857 werd Begram lid van het hoofdbestuur van de Hollandsche Maatschappij van Landbouw, en werd hij tevens verkozen als hoogheemraad bij het Hoogheemraadschap van de Alblasserwaard en de Landen van Arkel beneden de Zouwe. Hij zou dit tot 1878 blijven. Hij was daarnaast enige tijd hoogheemraad bij het College van de Lekdijk Benedendams en de IJsseldam. In 1878 werd Begram benoemd tot dijkgraaf van de Alblasserwaard met Arkel beneden de Zouwe, wat hij zou blijven tot zijn overlijden in 1890.

## Tweede Kamer
In 1859 werd Begram, na herstemming, voor het eerst in de Tweede Kamer gekozen ten koste van het anti-revolutionair oud-Kamerlid Guillaume Groen van Prinsterer. Hij zou tot 1879 Kamerlid blijven, met twee korte onderbrekingen (in 1866 en 1868) en steeds in herkozen worden in zijn district - steeds in de eerste ronde, meestal met grote meerderheid. Als Kamerlid was hij vooral actief bij debatten op landbouw- en waterstaatkundig gebied, maar ook over posterijen, spoorwegen, nijverheid en binnenlandse zaken. Hij kwam sterk op voor de belangen van zijn district, Gorinchem. Hij was tegenstander van de antirevolutionairen, en met name tegenstander van bijzonder onderwijs.
In 1861 interpelleerde hij minister Van Heemstra van Binnenlandse Zaken over de oorzaken van de watersnood in verband met de van rijkswege aangelegde werken tot rivierverbetering en minister Tets van Goudriaan van Financiën over de indiening van een wetsontwerp tot afkoopbaarstelling der tienden. In 1866 stemde hij tegen de motie-Keuchenius, waarin afkeuring werd uitgesproken over het vertrek van minister Mijer van Koloniën vanwege diens benoeming tot Gouverneur-Generaal op zijn eigen voordracht.
In 1867 stemde Begram vóór de begroting van Buitenlandse Zaken, en in 1868 tegen de motie-Blussé van Oud-Alblas die uitsprak dat de Kamerontbinding van 1867 niet in het landsbelang was geweest. In 1871 diende hij tevergeefs een initiatiefwetsvoorstel in om Gorinchem een extra belasting te mogen laten heffen (ten behoeve van de plaatselijke Hogere Burgerschool).
In 1877/1878 was Begram lid van de commissie die de Parlementaire enquête naar longziekte onder rundvee uitvoerde, waar hij het enige conservatieve lid was. Ook was hij van 1877 tot 1879 lid van de Huishoudelijke Commissie. In 1879 was Begram geen kandidaat meer voor de Kamer, omdat hij het jaar ervoor dijkgraaf was geworden.
In 1874 werd Begram benoemd tot Ridder in de Orde van de Nederlandse Leeuw.
- Biografisch Portaal: 00451338
- Parlement.com: vg09lkxummxf